# حزب العمل الاشتراكي السنغالي
حزب العمل الاشتراكي السنغالي (بالفرنسية: Parti Sénégalais de l'Action Socialiste) كان حزبًا سياسيًا في السنغال بقيادة لامين غييه. تم تشكيل الحزب باعتباره القسم السنغالي من الحركة الاشتراكية الأفريقية في عام 1957، بعد الانفصال عن القسم الفرنسي من الأممية العمالية.
في فبراير 1957، استوعب الحزب التجمع الديمقراطي لعباس غييي.
بعد اندماج الاتفاقية الأفريقية والحركة الاشتراكية الأفريقية في عام 1958، اندمج الحزب مع الكتلة الشعبية السنغالية لتشكيل الاتحاد التقدمي السنغالي.